# 穆罕默德-阿里-馬達里

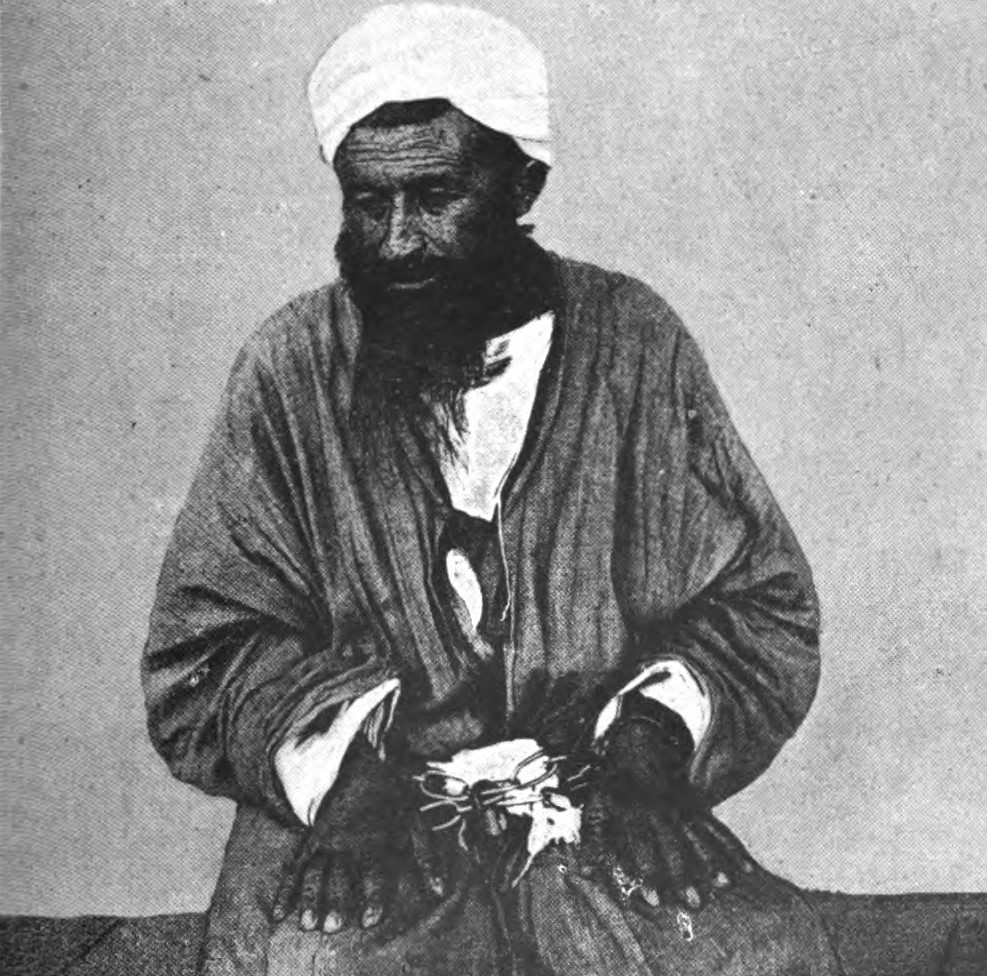
被捕的杜克奇依禅

穆罕默德·阿里·馬達里（英語：Muhammad Ali Madali；1856年—1898年，“马达里”是对默罕默德·阿里的简称），也称“杜克奇依禅”（Dukchi Ishan，一译“杜科奇”）或“马达里依禅”，是烏兹别克納克什班迪教團的依禅（領導人），曾發起1898年安集延暴動反抗俄羅斯佔领浩罕汗國，並領導2000人對俄羅斯人聖戰。
杜克奇依禅1856年生于费尔干纳的奇米扬村，其父穆罕默德·萨比尔（Muhammad Sobir）是中等农民及工匠。1886-1988年间前往麦加朝圣。1879年，他写了一封信致奥斯曼苏丹阿卜杜勒-哈米德二世谴责俄罗斯帝国对费尔干纳的殖民政策，并请求苏丹通过外交影响沙皇尼古拉二世。
1898年5月17日，他组织起义者攻击安集延的俄国军营，希望通过“圣战”光复浩罕汗国。然而，他的軍隊很快被俄軍擊敗，546人受到審判，5月19日，他和其他五人被判絞刑。杜克奇依禅的家属大多被判流放奔薩省。